# Аз-Зиб, Сами
Сами Ауад аз-Зиб Абу Сахлия (араб. سامي عوض الذيب أبو ساحلية‎) — швейцарский юрист. Родился 5 сентября 1949 в аз-Забабде на Западном берегу Иордана в семье христиан-палестинцев, сам является агностиком. Критик ислама, считает, что исламский терроризм проистекает непосредственно из ислама, а не из политических, социальных или экономических причин. Преподаёт в университетах Франции, Италии и Швейцарии. Противник сионизма, говорит, что иудаизм и ислам — две стороны одной медали, второй построен на первом, и поэтому он не признаёт ни Израиль (который он не считает светским, а считает слишком связанным с иудаизмом), ни Палестину (из-за исламистских наклонностей) Выступает за создание единого секулярного двунационального государства арабов и евреев.

## Биография
Работал в МККК в Палестине. В 1970 получил грант на обучение в Фрибурском университете, откуда в апреле 1974 вышел с учёной степенью с кум лауде в праве. В январе 1976 получил диплом с отличием по политологии от Университетский институт международных отношений Женевского института международных отношений. В декабре 1978 защитил диссертацию и получил уже докторскую степень с сумма кум лауде. 11 мая 1984 получил гражданство Швейцарии.
с 1 ноября 1980 по 31 декабря 2009 — глава отдела арабском и исламского права в Швейцарского института сравнительного правоведения в Лозанне, с мая 2009 возглавляет им же созданный Центр арабского и исламского права (араб. مركز القانون العربي والإسلامي‎), предлагающим услуги по консультациям, конференциям, переводам исследованиям и курсам в области арабского законодательства и шариата. 29 июня 2009 получил хабилитацию от университета Бордо на руководство исследованиями. В феврале 2010 получил квалификацию профессора арабского языка и частного права от Национального совета университетов Франции.
Женат, имеет 2 дочерей.

## Его книги
Указаны лишь книги на арабском:
- Права человека у мусульман, христиан и иудеев (араб. حقوق الإنسان عند المسلمين والمسيحيين واليهود‎)
- Дискриминация против неевреев в Израиле, будь те христианами или мусульманами (араб. التمييز ضد غير اليهود في إسرائيل، مسيحيين كانوا أم مسلمين‎)
- Заговор молчания: мужское и женское обрезания у иудеев, христиан и мусульман: религиозная, медицинская, общественная и юридическая полемика (араб. مؤامرة الصمت: ختان الذكور والاناث عند اليهود والمسيحيين والمسلمين: الجدل الديني والطبي والاجتماعي والقانوني‎)
- Коран в хронологической последовательности согласно [университету] Аль-Азхар, с куфической, стандартной и османской орфографией, современной пунктуацией, [с указанием на] источники корана, асбаб ан-нузуль, разные кира'аты, насих и мансух, значения слов и лингвистические и структурные ошибки (араб. القرآن الكريم بالتسلسل التاريخي وفقًا للأزهر بالرسم الكوفي المجرد والإملائي والعثماني مع علامات الترقيم الحديثة ومصادر القرآن وأسباب النزول والقراءات المختلفة والناسخ والمنسوخ ومعاني الكلمات والأخطاء اللغوية والإنشائية‎)
- Джихад в исламе: тафсир аятов о джихаде сквозь эпохи (араб. الجهاد في الإسلام: تفسير آيات الجهاد خلال العصور‎)
- Хиджаб в исламе: тафсир аятов о хиджабе сквозь эпохи (араб. الحجاب في الإسلام: تفسير آيات الحجاب خلال العصور‎)
- Аль-Фатиха и культура ненависти: тафсир седьмой суры сквозь эпохи (араб. الفاتحة وثقافة الكراهية – تفسير الآية السابعة خلال العصور‎)
- «Нет принуждения в религии» — тафсир 256-го аята суры аль-Бакара сквозь эпохи (араб. لا إكراه في الدين: تفسير الآية 256 من سورة البقرة خلال العصور‎)
- Махмуд Мухаммад Таха между кораном мекканским и кораном мединским (араб. محمود محمد طه بين القرآن المكي والقرآن المدني‎)
- Лингвистические ошибки в коране (араб. الأخطاء اللغوية في القرآن الكريم‎)
- Мой дорогой Аллах: мой переход от веры к сомнению — неизвестный гражданин (араб. عزيزي الله: رحلتي من الإيمان إلى الشك – مواطن مجهول‎)